# تصنيع بكرة-إلى-بكرة

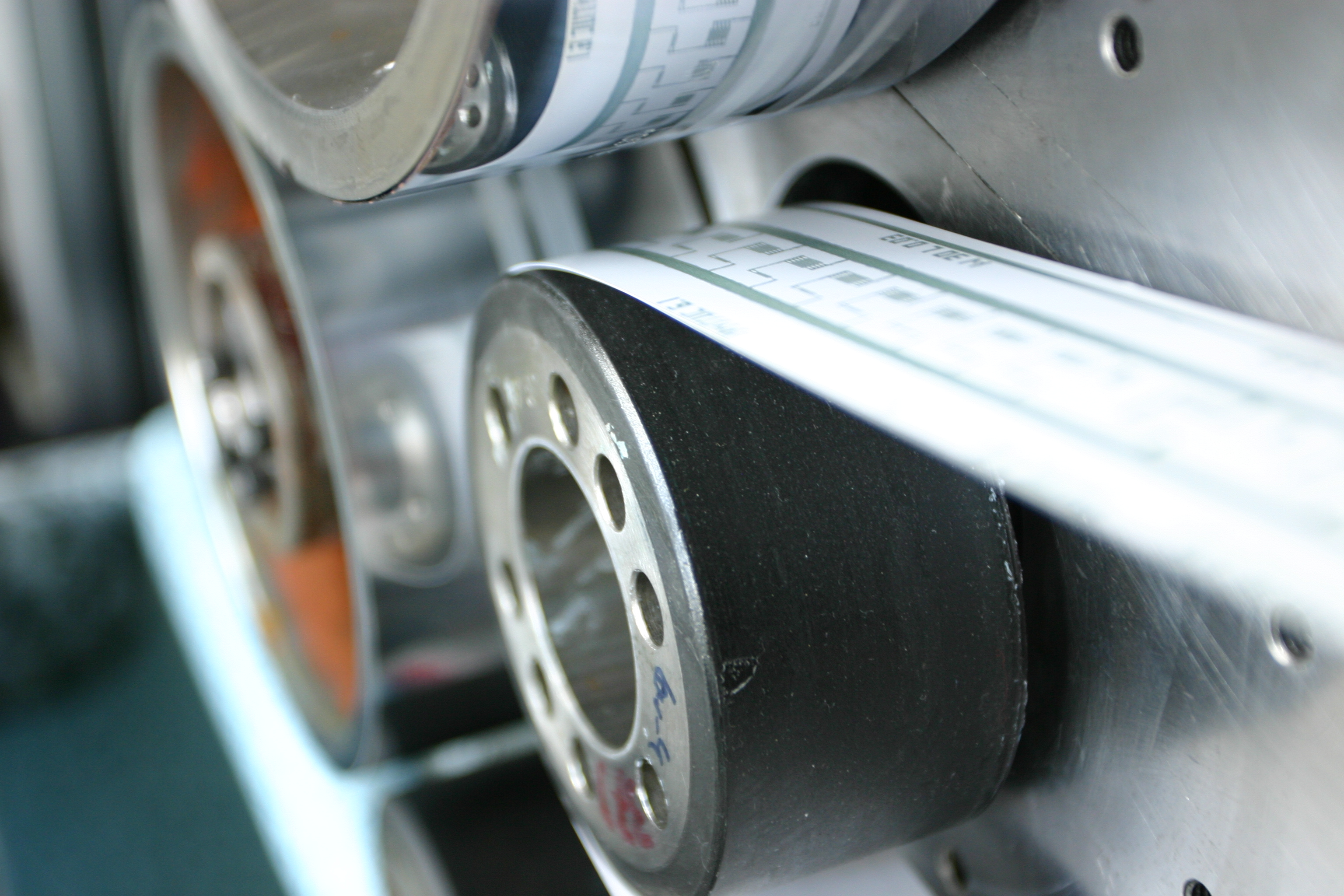
طباعة الحفر على الهياكل الإلكترونية على الورق.

تصنيع بكرة-إلى-بكرة (ملاحظة 1) هي عملية في مجال صناعة الإلكترونيات بحيث تصنع المكونات الإلكترونية على بكرة (أو أسطوانة) من مادة بلاستيكية لدنة أو رقاقة معدنية أو ألياف زجاجية مرنة.
تعد هذا العملية تطويراً لعملية الإلكترونيات المطبوعة، وقد كسبت أهمية بسبب كونها مربحة اقتصادياً، لأنها تخفض من تكلفة الإنتاج.